# Márcio Victor
Márcio Victor Brito Santos (Salvador, Bahia, 25 de setembro de 1979) é um percussionista e cantor brasileiro. Atual vocalista e um dos criadores da banda de pagode baiano Psirico.
Márcio Victor começou na música ainda desde criança, influenciado pela cultura baiana e africana herdada de sua família. Aos 13 anos, já tocava profissionalmente na Timbalada. O cantor tem um forte ligação do Carlinhos Brown. Participou aos 17 anos, como percussionista da gravação do CD Livro, de Caetano Veloso, acompanhando o artista por nove anos. Formou em 2000, a banda Psirico, com o qual lançou em 2004, o disco Psirico - O Furacão da Bahia ao Vivo, obtendo projeção no carnaval de 2004, com a música "Sambadinha".